# Jan Verhas
Pour les articles homonymes, voir Jan et Verhas.
Jan Verhas ou Jan Frans Verhas est un peintre belge, né à Termonde le 9 janvier 1834 et mort à Schaerbeek le 29 octobre 1896. Il est connu pour ses portraits et ses peintures de genre représentant souvent des enfants de la bourgeoisie belge. Jan Verhas a également peint des paysages côtiers, des scènes de plage, des paysages marins et occasionnellement des natures mortes. Il est un représentant important du mouvement réaliste en Belgique.

## Biographie
Jan Verhas est né à Termonde. Son père Emmanuel François Verhas est un peintre qui enseigne pendant vingt ans à l'Académie des Beaux-Arts de Termonde et qui en est également le directeur. Jan reçoit sa formation artistique initiale de son père, tout comme son frère aîné Frans. Les deux frères deviennent des artistes à succès. Verhas étudie à l'Académie des Beaux-Arts de Termonde et, à partir de 1853, à l'Académie royale des beaux-arts d'Anvers où Nicaise De Keyser est un de ses professeurs.
Verhas termine ses études en 1860. Après avoir passé quelques mois à Paris, il participe la même année au prix de Rome belge. Il reçoit le deuxième prix du concours. Cela signifie qu'il n'a pas gagné la bourse substantielle assortie au premier prix. Cependant, le gouvernement belge lui accorde une subvention spéciale de 1.200 francs et lui commande une composition représentant la bataille de Calloo.
En 1862, il voyage via Paris et Lyon en Italie, où il marque des haltes à Turin, Milan et Venise. Il demeure à Venise pendant deux à trois mois, étudiant et copiant les maîtres. Le manque de ressources financières le force à quitter l'Italie. Il retourne vers la Belgique via Paris où à l'époque travaille son frère Frans. Jan assiste son frère dans l'exécution de plusieurs projets décoratifs. Ensuite, il se fixe à Anvers. Il y gagne sa vie en tant que portraitiste et termine la composition de la bataille de Calloo en 1863.
Entre 1863 et 1867, il demeure à Binche et à partir de 1867 à Bruxelles, où il peint des portraits d'enfants et des scènes de genre d'enfants.
Il obtient une médaille d'or au Salon de Bruxelles de 1878, puis au Salon de Paris de 1881 et également une médaille d'or à l'Exposition universelle de 1889.

## Œuvre
Après ses débuts académiques, il prend le chemin du romantisme (1854-1867), avant de se consacrer au thème de l'enfance (1868-1879). Sa palette devient plus claire et ses couleurs de plus en plus raffinées. Entre 1882 et 1896, il se sent attiré par la vie animée de la plage à Heist. Selon Octave Maus, il est considéré comme un des pionniers de l'École de Termonde.

## Galerie

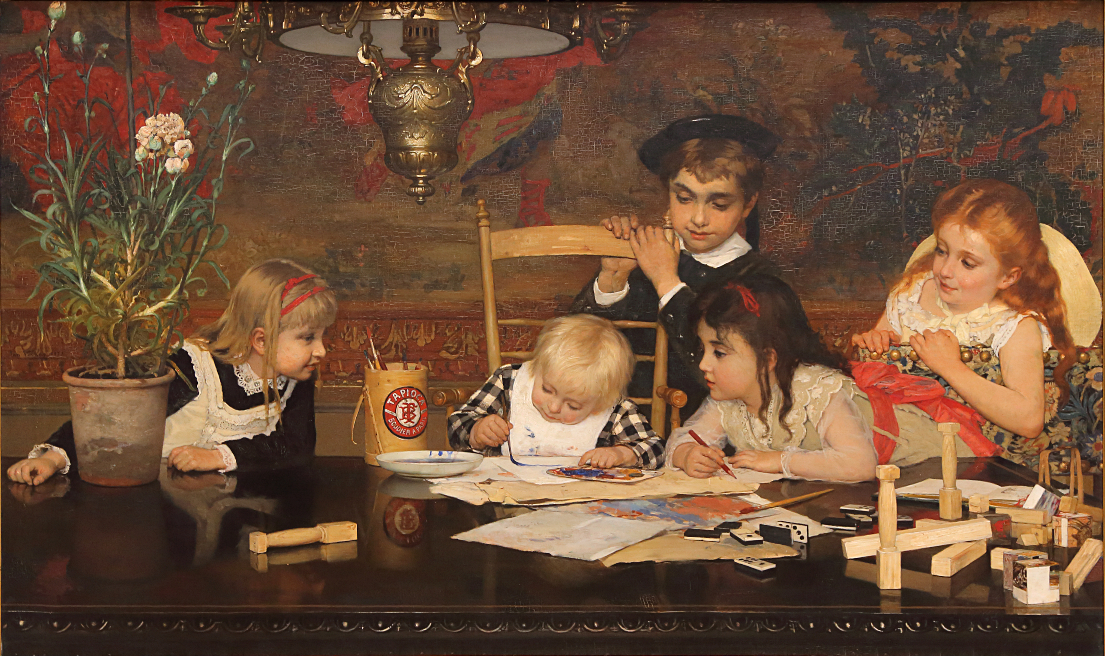
Le Maître peintre (1877) Musée des beaux-arts de Gand.
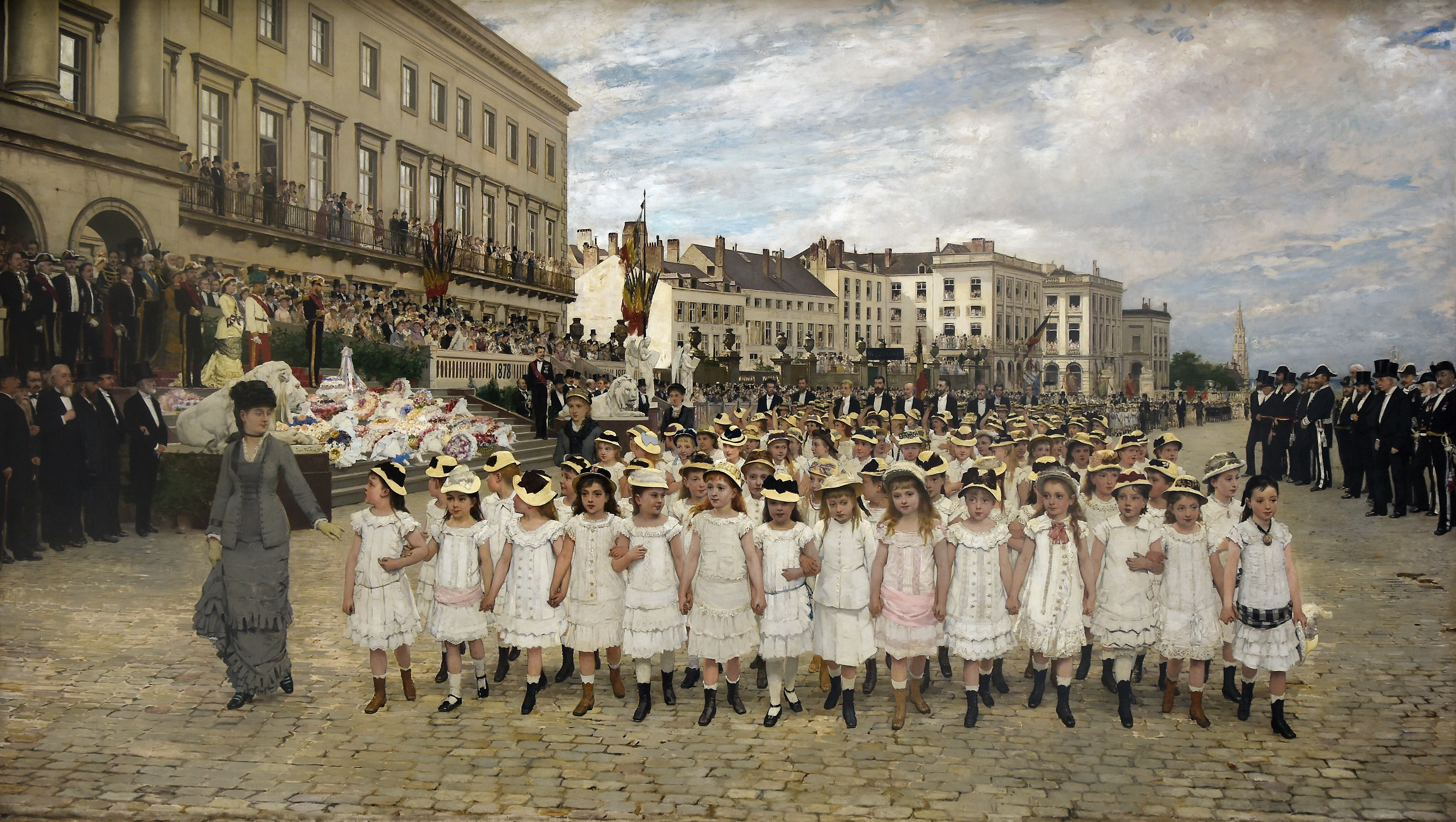
La Revue des écoles en 1878 (1880), 241 × 423 cm Musées royaux des beaux-arts de Belgique, Bruxelles.
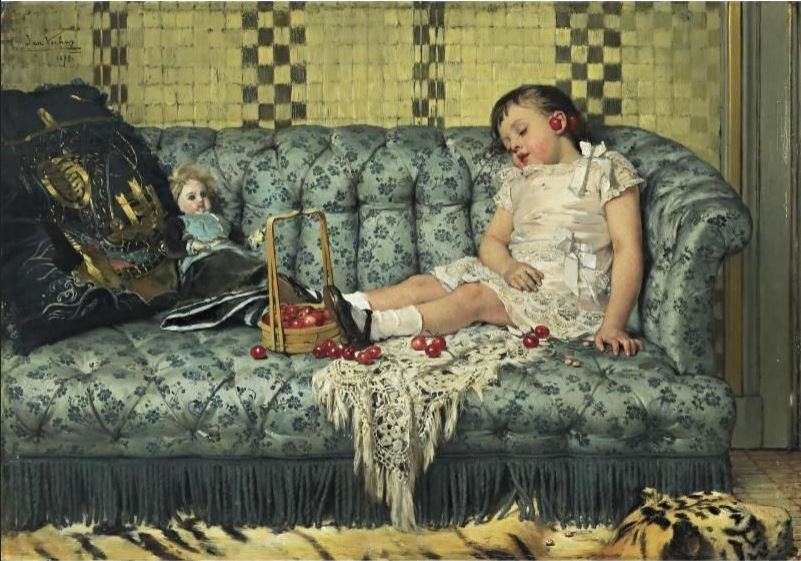
La  sieste Collection privée.
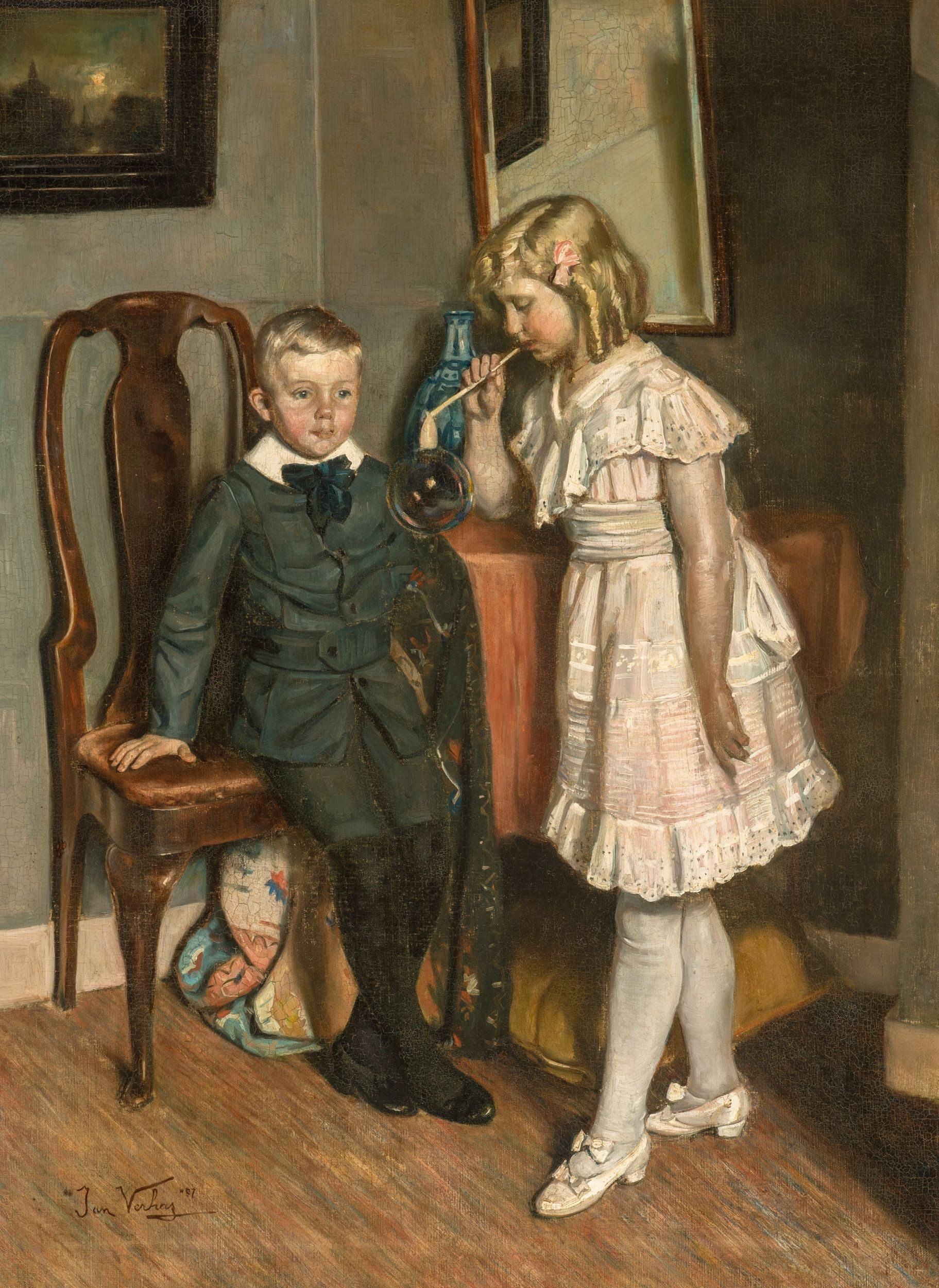
Enfant soufflant des bulles Collection privée.
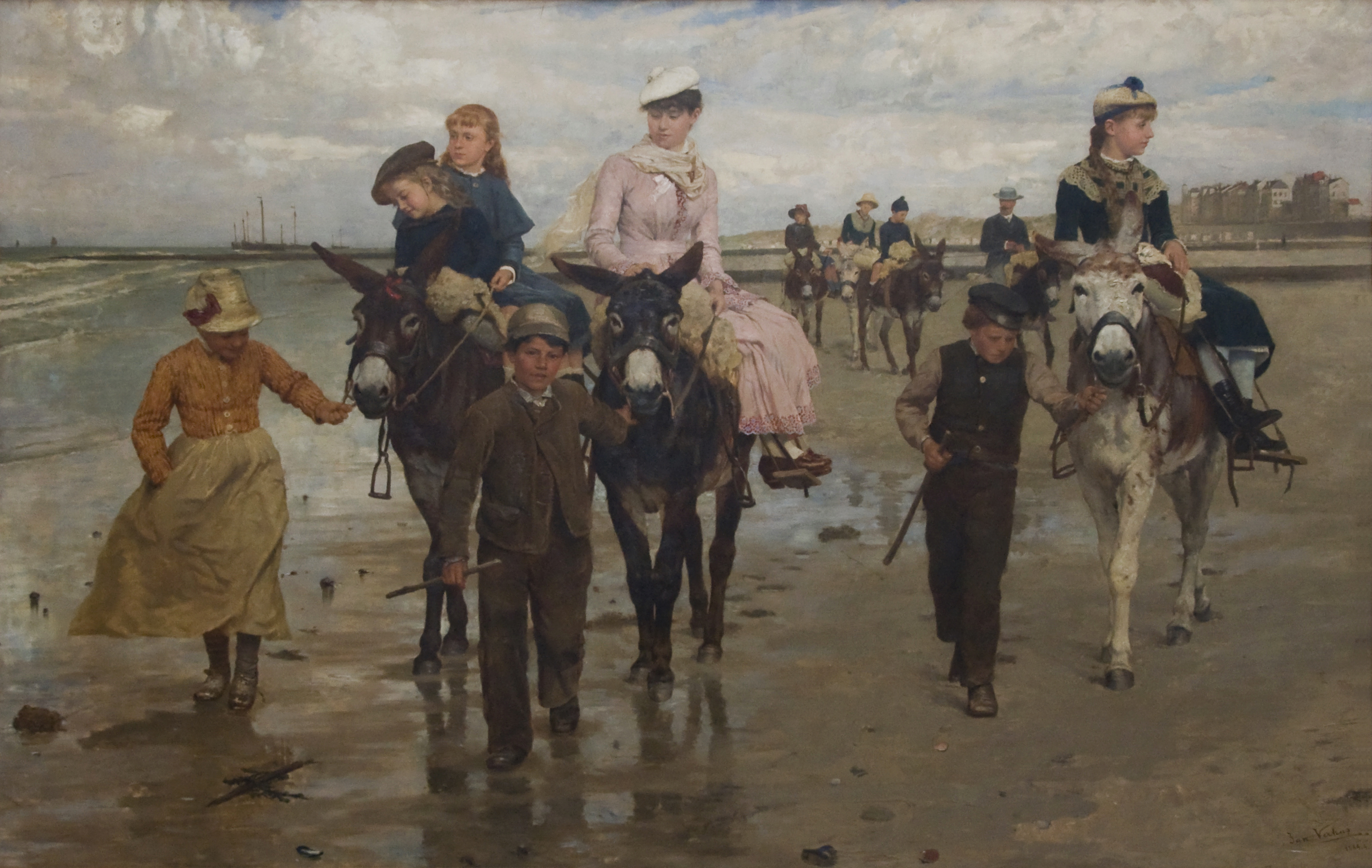
Ânes sur la plage Musée royal des beaux-arts d'Anvers.
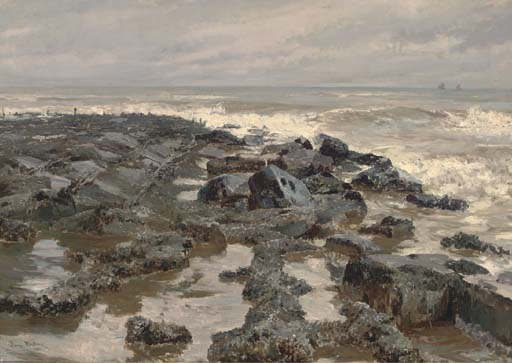
Après l'orage Collection privée.

## Distinction
- Chevalier de l'ordre de Léopold (4 mai 1881)[5].